# Dimont
Dimont ist eine französische Gemeinde im Département Nord in der Region Hauts-de-France. Sie gehört zum Arrondissement Avesnes-sur-Helpe, zum Kanton Fourmies und zum Gemeindeverband Cœur de l’Avesnois. Die Bewohner nennen sich Dimontois oder Dimontoises.

## Geografie
Die Gemeinde Dimont liegt im Regionalen Naturpark Avesnois, elf Kilometer südsüdöstlich von Maubeuge und zehn Kilometer westlich der Grenze zu Belgien. Sie grenzt im Nordosten an Dimechaux, im Südosten an Lez-Fontaine, im Süden an Sars-Poteries, im Südwesten an Beugnies und im Nordwesten an Wattignies-la-Victoire.

## Bevölkerungsentwicklung
| Jahr                       | 1962 | 1968 | 1975 | 1982 | 1990 | 1999 | 2008 | 2013 | 2020 |
| Einwohner                  | 394  | 381  | 394  | 377  | 373  | 341  | 324  | 324  | 310  |
| Quellen: Cassini und INSEE |      |      |      |      |      |      |      |      |      |

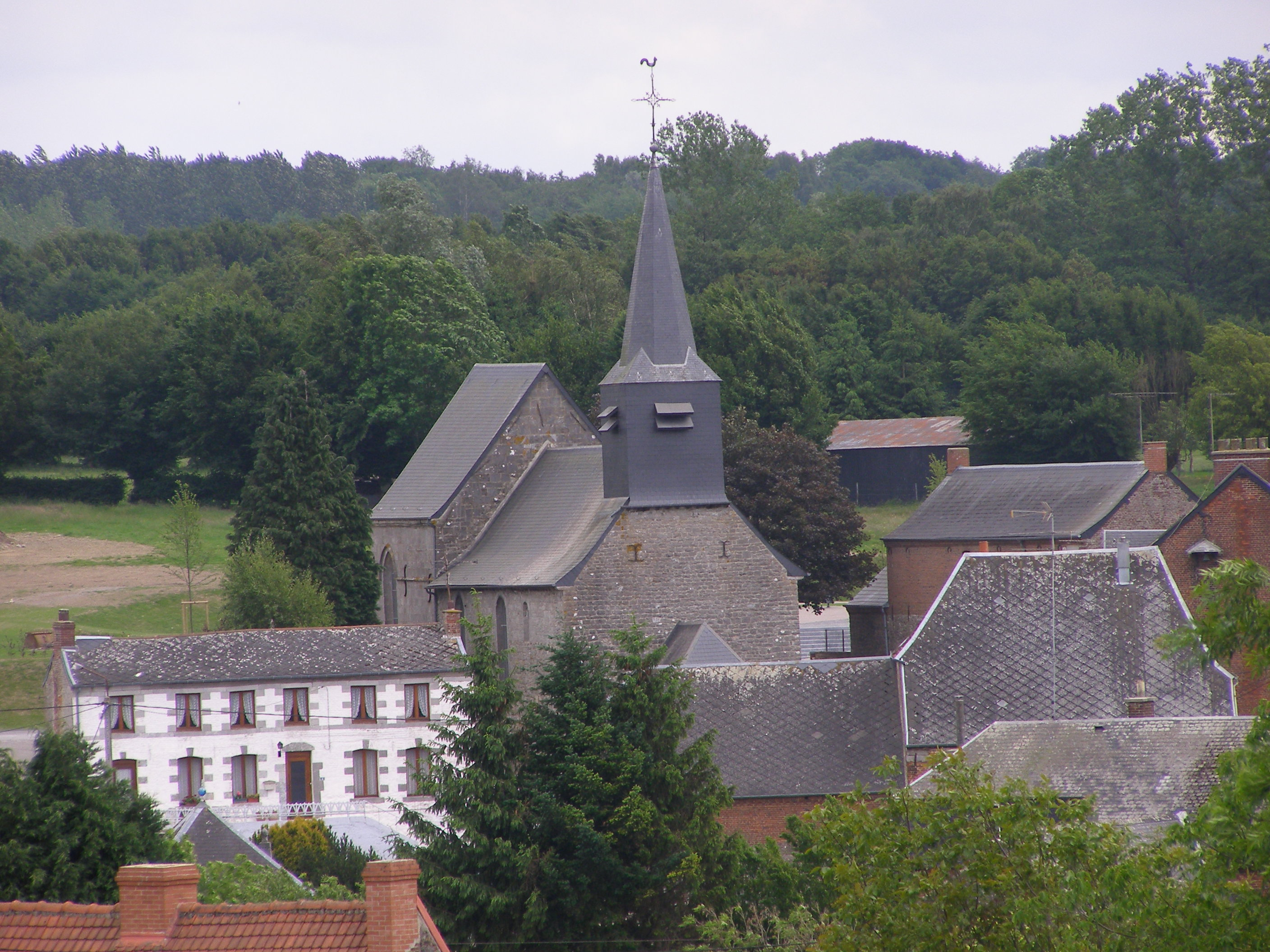
Kirche Saint-Georges
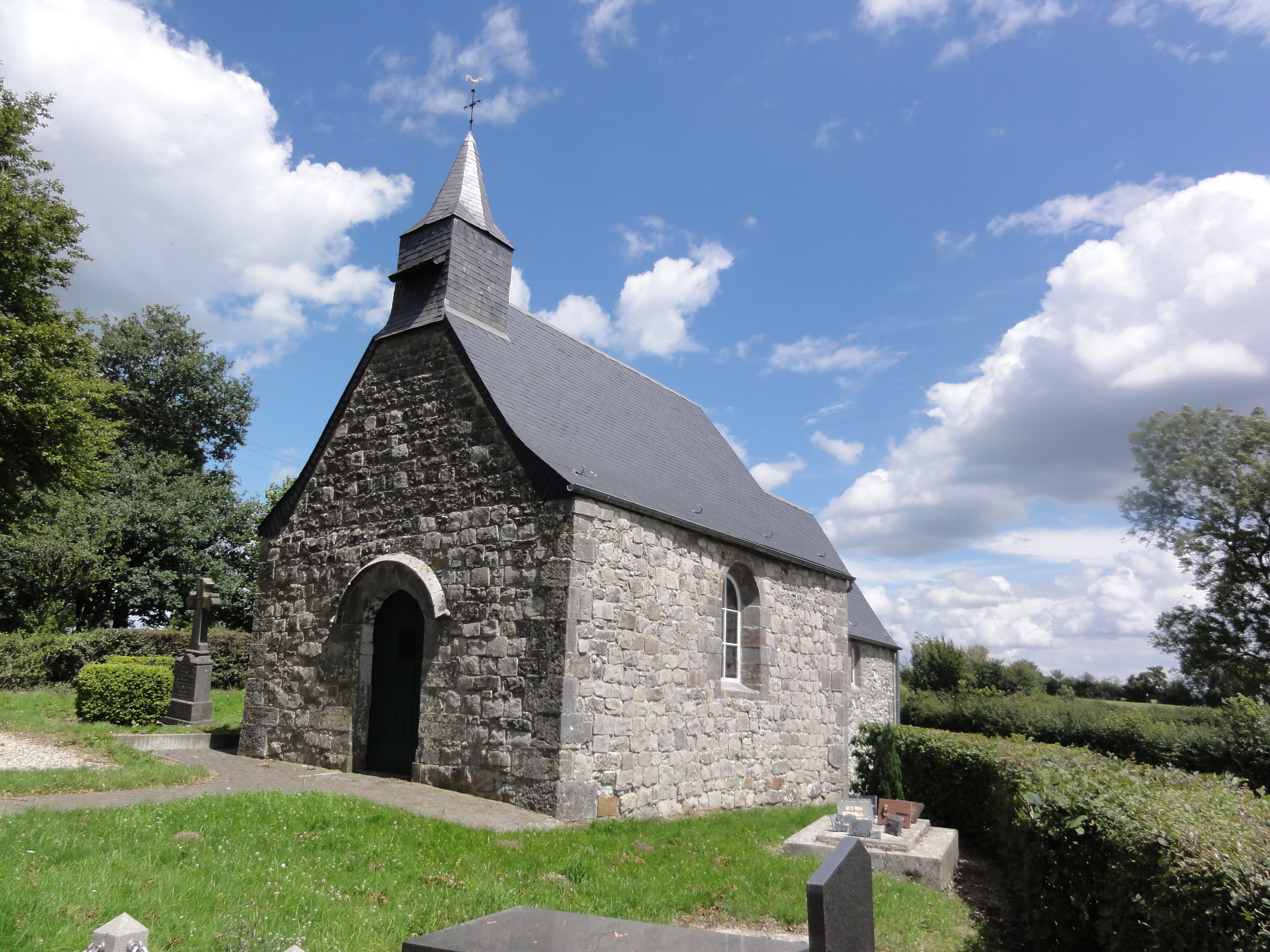
Kapelle Offries
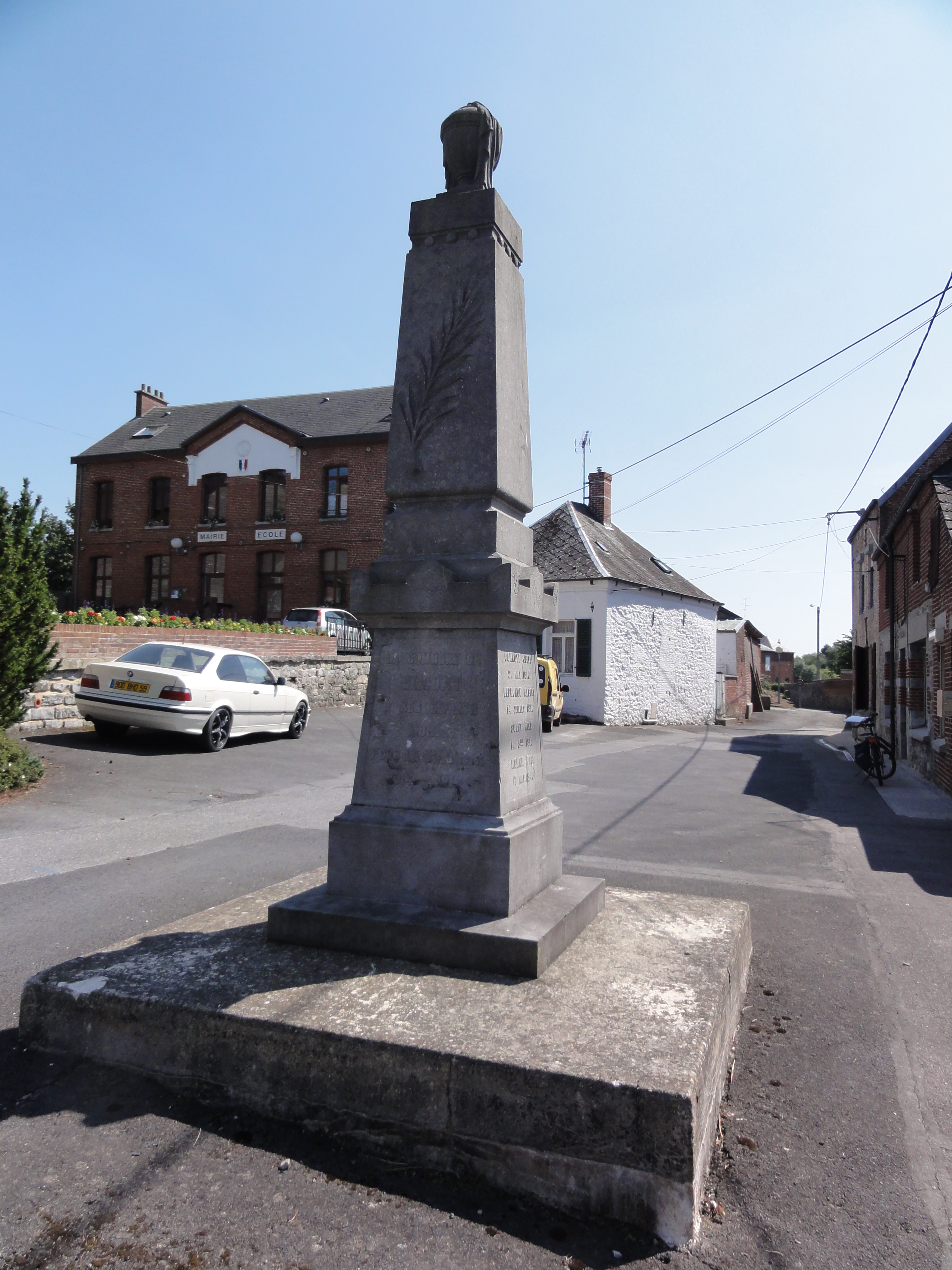
Gefallenendenkmal